# Сокольники-Другі
Сокольники-Другі (рос. Сокольники-Вторые) — присілок в Малоярославецькому районі Калузької області Російської Федерації.
Населення становить 55 осіб. Входить до складу муніципального утворення Село Іллінське.

## Історія
Від 2004 року входить до складу муніципального утворення Село Іллінське.

## Населення
| 2002 | 2010 |
| ---- | ---- |
| 57   | ↘55  |